# Pachythone analuciae
Pachythone analuciae is een vlindersoort uit de familie van de prachtvlinders (Riodinidae), onderfamilie Riodininae.
Pachythone analuciae werd in 1999 beschreven door Hall, J, Furtado & DeVries.